# Henning Lüdeke
Henning Lüdeke (auch: Henningus Lüdeke, Lüdeken, Ludeke, Ludeken, Ludekenius, Lüdeck oder Lüdecken und Kombinationen der Namensvarianten; * 20. Januar 1594 in Hildesheim; † 15. Mai 1663 in Hannover) war ein deutscher Jurist der Frühen Neuzeit und Bürgermeister der Altstadt von Hannover.

## Leben
Henning Lüdeke entstammte einer alten Hildesheimer Patrizierfamilie. Sein Vater war der ehemalige Ratsverwandte, Worthalter und Altermann Jobst Lüdeke (* um 1524; † 1598), seine Mutter die 1583 geheiratete Ilse Schmiedes (* 1562; † 1643), Tochter des Hildesheimer Ratsverwandten Werner Schmiedes.
Nachdem er im vierten Lebensjahr durch den Tod seines 74-jährigen Vaters als Halbwaise durch die Mutter erzogen worden war und seinen Schulbesuch absolviert hatte, studierte Lüdeke von 1612 bis 1516 Rechtswissenschaften in Erfurt an der Hierana, dann in Jena an der dortigen Universität sowie in Helmstedt an der Academia Julia Carolina, wo er 1618 seine bei Lucius gedruckte Dissertation bei dem Juristen und Politiker Johann Stucke ablegte. Anschließend arbeitete Lüdeke als Jurist zunächst in seiner Heimatstadt. Nachdem dort aber 1623 und 1624 die Pest grassierte, verließ er Hildesheim und besuchte Akademien in den vereinigten Niederlanden, bevor er kurzfristig wieder an seinen Geburtsort zurückkehrte.
Trotz Aufenthaltes im Ausland war Henning Lüdeke inzwischen zum Hildesheimer Ratsherrn gewählt worden und schließlich sogar zum Bürgermeister von Hildesheim; doch beide Ämter trat Lüdeke nie an. Unterdessen war in ihm nämlich die Absicht gereift, Elisabeth von Anderten (1606–1659) zu heiraten, eine Tochter des in Hannover tätigen Ratsherrn und Kämmerers Ludolf von Anderten (* 1562; † 1626), eines Abkömmlings des alten hannoverschen Adelsgeschlechtes von Anderten. Mitten im Dreißigjährigen Krieg hielt Lüdeke am 4. März 1627 Hochzeit in der hannoverschen Marktkirche St. Georgi. Aus der Ehe gingen drei Söhne und vier Töchter hervor, von denen nur zwei bereits vor ihrem Vater starben.
Durch seine Ehefrau Elisabeth wurde Lüdeke allerdings auch verwandt mit dem Stadtsyndikus und Ratsherrn Georg Türke, der fünf Jahre zuvor Anna von Andertens geheiratet hatte, ebenfalls eine Tochter Ludolf von Andertens. So stand Henning Lüdeke verwandtschaftlich oder beruflich nun mit gleich drei anderen, juristisch ausgebildeten und mit einem Doktortitel ausgezeichneten Bürgermeistern der Altstadt Hannovers in Beziehung, zusätzlich zu Georg Türke auch mit David Amsing (1617–1684) und Conrad Julius Hagemann (1637–1684). Alle vier waren Juristen und nicht mehr – wie ihre Vorgänger im Mittelalter – Fernkaufleute. Ihre Lebensläufe konnten insbesondere durch überlieferte Leichenpredigten erschlossen werden. Sie saßen teilweise zeitgleich im Stadtrat, obwohl nahe Verwandte eigentlich nicht gemeinsam im Rat sitzen sollten.
So saß etwa während der gesamten Amtszeit von Lüdeke als Ratsherr auch sein Schwager Georg Türke im Stadtrat, bevor er nach der öffentlichen Wahl Lüdekes zum Bürgermeister am 7. Januar 1633 dann später zusätzlich auch noch neun Jahre lang als Lüdekes Bürgermeister-Kollege amtierte.
1638 war Bürgermeister Lüdeke gemeinsam mit dem Kammerherrn Hermann Westenholt einer der Abgesandten zur Feier der Taufe von Marie Elisabeth, der Tochter von Herzog August von Braunschweig-Wolfenbüttel.
Ein 1645 durch den Schreib- und Rechenmeister Johann Hemeling in Hildesheim verfasstes Trauergedicht auf Jobst Lüdeke meinte nicht den Vater, sondern den Bruder des hannoverschen Bürgermeisters.
In Lüdekes hannoverschem Haus bekrönte Georg Türke im Auftrag des Dichters Johann Rist und im Beisein zahlreicher Honoratioren beiderlei Geschlechts im Jahr 1656 den dichtenden Schreib- und Rechenmeister Hemeling mit dem Lorbeerkranz.
Am 14. März 1659 starb Lüdekes Ehefrau Elisabeth, die in der hannoverschen Kreuzkirche bestattet wurde. Im selben Jahr schenkte Lüdeke der Kreuzkirche eine neue Kanzel, die wohl der ältere Bildhauer Adrian Siemerding geschaffen hatte und die später durch eine Kanzel von Johann Paul Heumann und Friedrich Ziesenis ersetzt wurde.
Lüdeke selbst starb nach zehntägiger körperlicher Krankheit in der Nacht vom 14. auf den 15. Mai 1663 bei vollem Verstand, nach langen Gebeten und nach guten Ratschlägen und Segnungen für seine Kinder.
Henning Lüdeke wurde rund zwei Wochen nach seinem Tod am 29. Mai 1663 in der Kreuzkirche an der Seite seiner Frau beigesetzt. Die bei Georg Friedrich Grimm gedruckte Leichenpredigt verfasste der Seelsorger, Prediger und Pfarrer der Marktkirche St. Jakob und St. Georg Werner Leidenfrost. Auftraggeber hierfür waren Lüdeckes Verwandte, namentlich der Königlich Schwedische Rittmeister Ludolff Georg Lüdecken, der Königlich Schwedische Cornet Anton Jobst Lüdecken, der angehende Rechtsgelehrte Jakob Heinrich Lüdecken sowie die Witwe des Christoff Wilhelm Blumen, Catharinen Elisabeth Lüdecken und die Jungfrau Sophien Magdalenen Lüdecken.

## Zeitgleiche Namensvettern
Zeitweilig zu Lebzeiten von Hennig Lüdeke lebte in Hildesheim ein Namensvetter Henning Lüdeke (1600–1656), ein Ratsverwandter Hildesheims mit ähnlichen Namensvarianten. Dieser heiratete laut dem Katalog der … Stolberg’schen Leichenpredigten-Sammlung die Catharina, geborene Frick (* 1612 in Hildesheim; † 1675 ebenda), die später in zweiter Ehe den „[…] Jur. pract. Balthasar Schrader“ heiraten sollte.
Zudem gab es eine Catharina Elisabeth Lüdeken mit Namensvarianten, die 1667 den Christoph Wilhelm Blume ehelichte.

## Epitaph
Am Chor der Nikolaikapelle findet sich ein während der Luftangriffe auf Hannover im Zweiten Weltkrieg beschädigtes Epitaph von Familienangehörigen, namentlich des Kaufmannes, Ratsherrn und Stadtkämmerers Ludolf von Anderten, der 1626 wohl an der zu dieser Zeit in Hannover grassierenden Pest starb, sowie dessen erster Ehefrau Ilse von Wintheim und deren Tochter Anna von Anderten.

## Schriften (Auswahl)
- Disputatio Iuridica De Praeferentiis Creditorum, Sive Illorum Ordine, Quo Debita Sua ex bonis obaeratorum consequantur / Quam … Sub Praesidio … Dn. Joannis Stuckii … Ad diem [ ] Iulii, loco & horis consuetis, publicae censurae submittit Henningus Lüdeken Hildesheim, Dissertation 1618 an der Universität Helmstedt, Helmaestadii: Lucius, 1618